# Zichtas

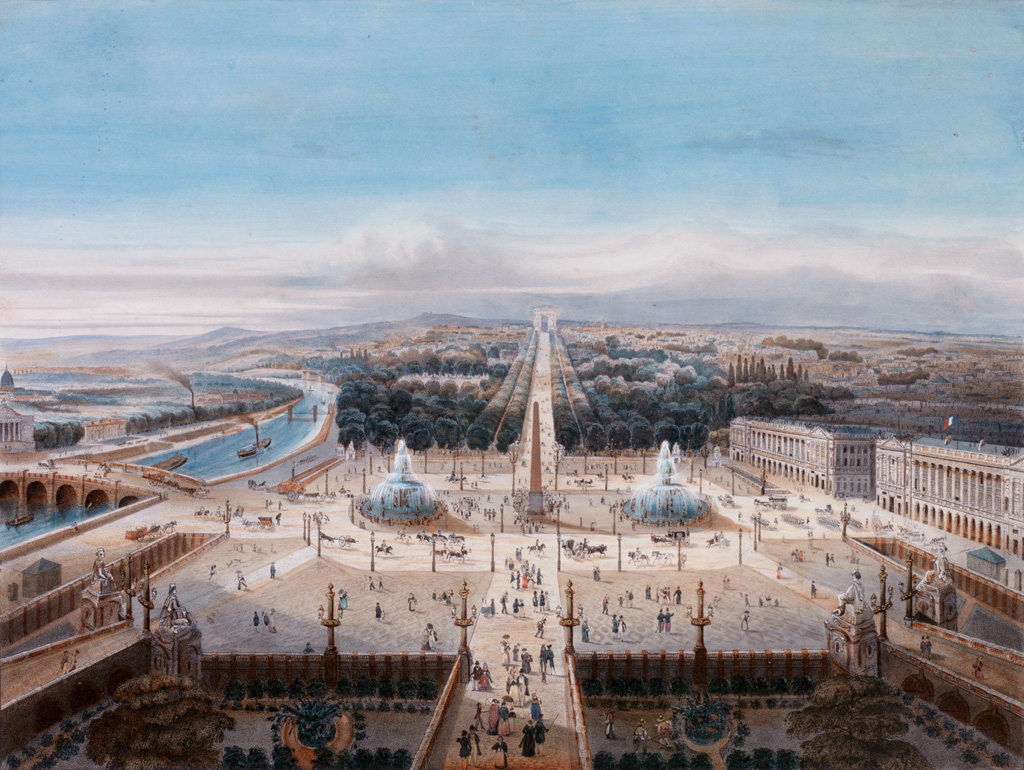
De Champs-Élysées op een litho uit de 19e eeuw. In het midden de Place de la Concorde, in de verte de Arc de Triomphe

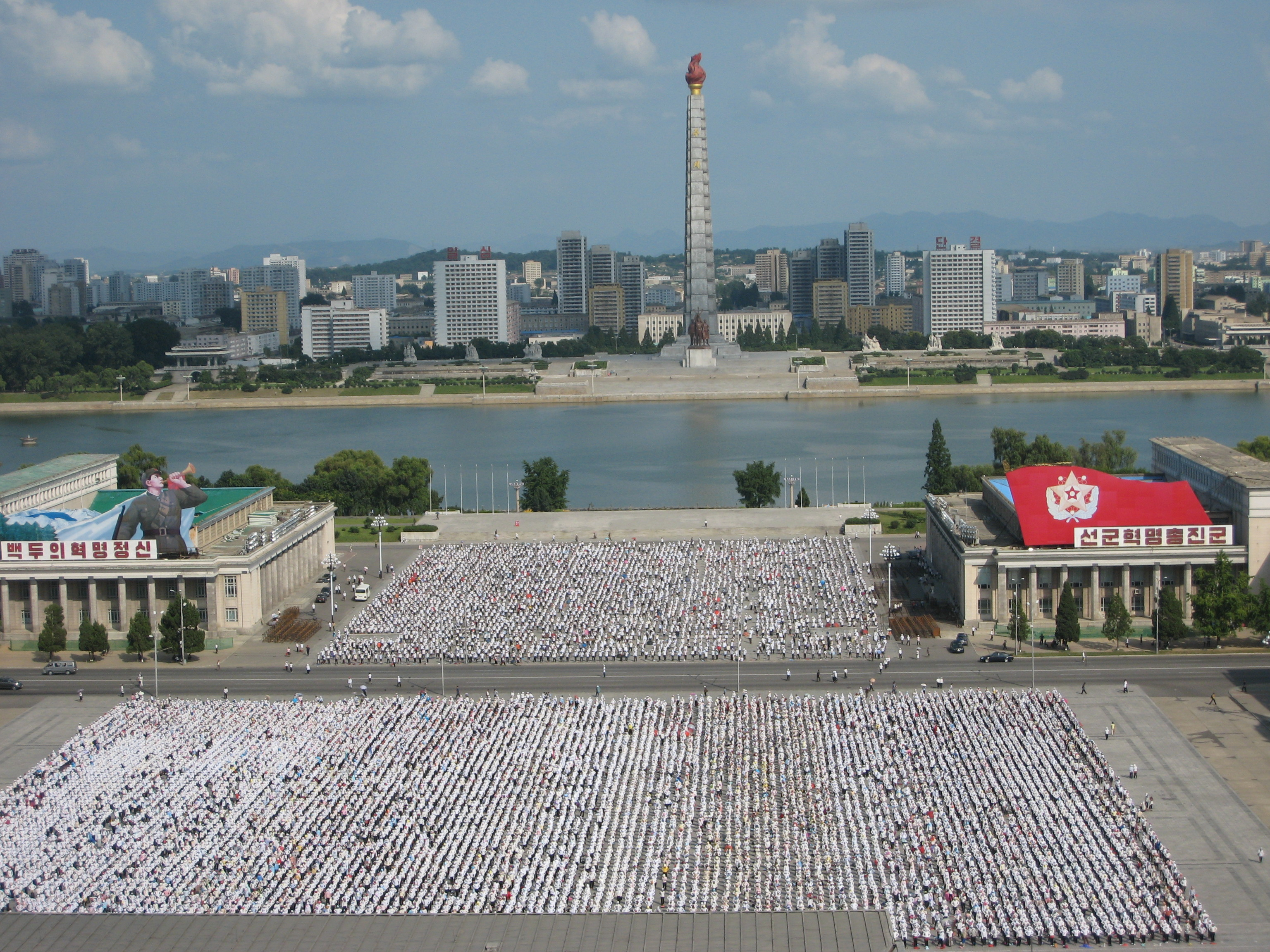
Pyongyang: Aan de overzijde van de rivier de Juchetoren; op de voorgrond het Kim Il-sungplein en het Herdenkingspark, beide met een geordende mensenmassa. Alle drie zijn aangelegd ter ere van Kim Il-sung.

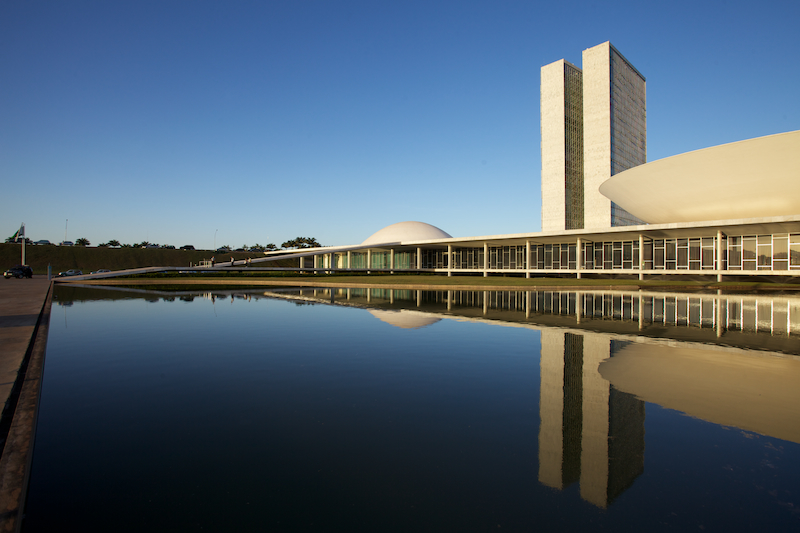
Nereu Ramospaleis, het modernistische gebouw van het Braziliaanse parlement

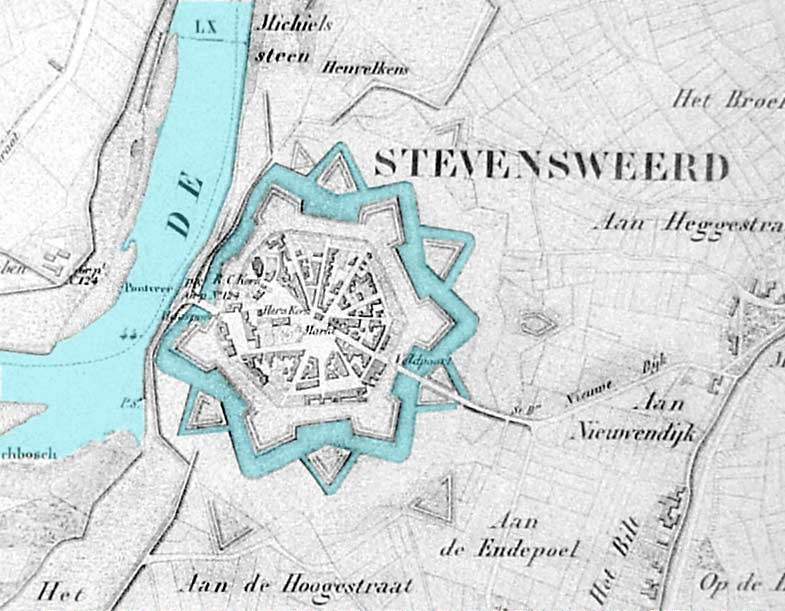
Stevensweert rond 1850. Vanuit de hoofdwacht op de Markt lopen de zichtassen als wielspaken, zodat een groot deel van de vesting te overzien is

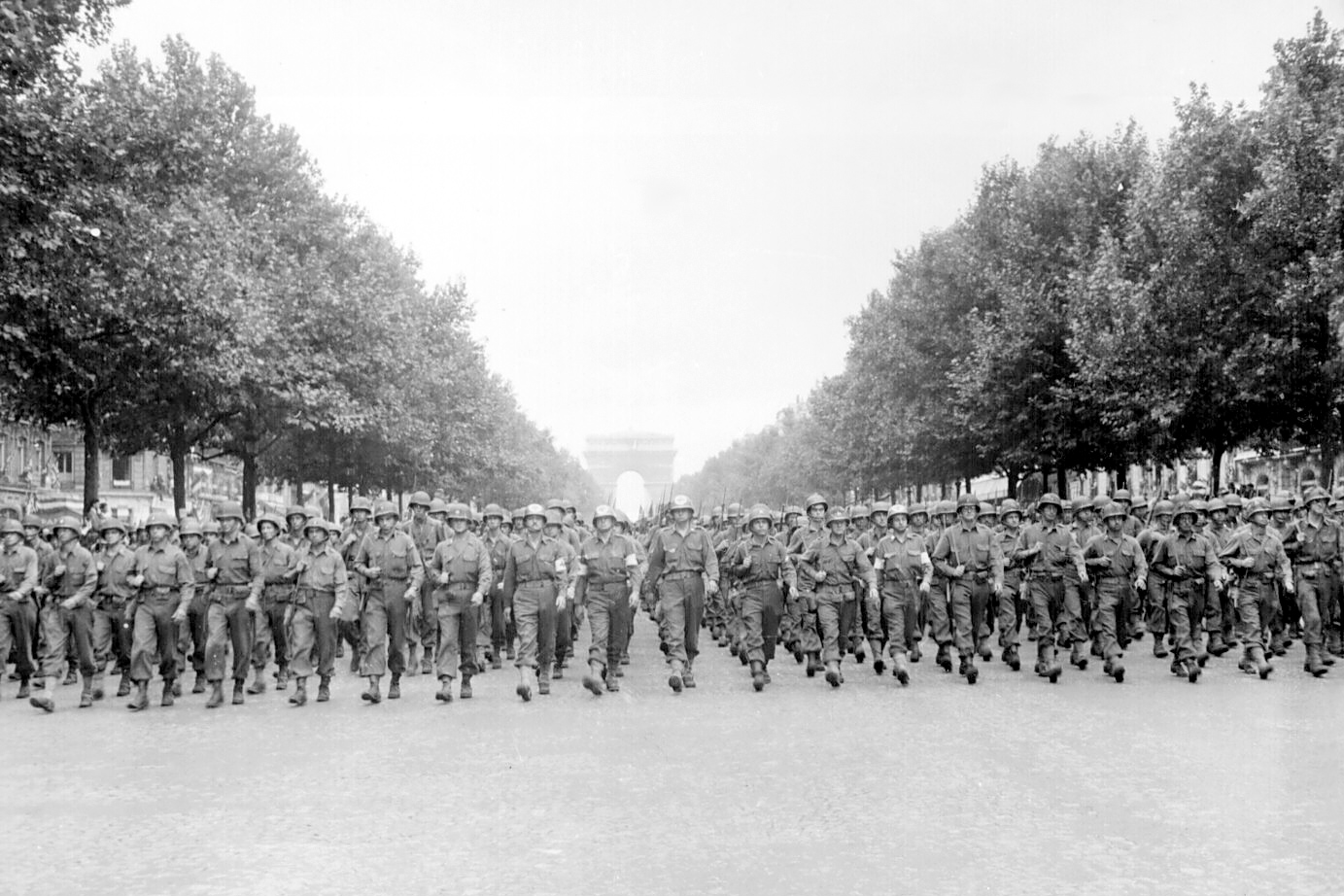
Overwinningsmars in 1944 van de Amerikaanse 28ste infanteriedivisie op de Champs-Élysées

Een zichtas of vista is een vrij uitzicht op een fraai of karakteristiek punt langs een omkaderde lijn. De term wordt gebruikt in architectuur, stedenbouwkunde, tuinarchitectuur en landschapsarchitectuur. De bekendste zichtassen zijn groot en monumentaal, maar ook een tuinpad kan een zichtas zijn.
Zichtassen sturen de blik en kunnen vele betekenissen en doelen hebben, waaronder esthetisch, artistiek, militair, cultureel, religieus of als pronkstuk. Veelvoorkomend zijn zichtassen op gebouwen en monumenten, maar ook verschijnselen zoals maanstanden en zonnewendes kunnen ermee aangewezen worden, zoals op Stonehenge, dat meerdere vista's met verschillende betekenissen heeft. De stenen van dit monument uit de jonge steentijd geven de kompasrichtingen aan, maar de processielaan die van Stonehenge via de staande stenen van Avebury naar de rivier de Avon loopt, heeft een heel andere betekenis: deze loopt over een natuurlijke richel die de richting van de zonnewendes aangeeft. In dit geval is een bestaande structuur pas later benadrukt als zichtas. Dat is onder andere ook het geval bij de maliebaan die later The Mall naar Buckingham Palace werd. Enkele van de beroemdste straten ter wereld zijn echter aangelegd als zichtassen, zoals Unter den Linden in Berlijn, en de Champs-Élysées in Parijs die op het Place Charles de Gaulle door een ster van zichtassen loopt.

## Begrippen
Elke zichtas is een zichtlijn, maar niet iedere zichtlijn is een zichtas. Een zichtas kadert de blik en kan bijvoorbeeld de uitgestrektheid van een landschapspark suggereren. Een beeldend kunstenaar kan uiteraard een onbetekenende zichtlijn in zijn werk tot zichtas maken.
Elke lange, rechte weg is een zichtlijn, maar dat is vaak onbedoeld en bijkomstig. Is een weg doelbewust aangelegd om uitzicht te bieden, dan vormt de weg een zichtas en spreekt men van een zichtlaan.
Als drie of meer zichtassen zich verenigen en dan als een geheel verder lopen, wordt dit ensemble een ganzenvoet of ganzenpoot genoemd, 

## Stedenbouw en afbraak
In hoofdsteden en bij residenties is soms de bestaande structuur van wijken, landschappen of bossen volledig vernietigd om zichtassen te creëren, bijvoorbeeld voor de Champs-Élysées in Parijs. Naar dit voorbeeld, maar dan natuurlijk net iets groter, liet de megalomane Roemeense dictator Ceaușescu in 1985 in de hoofdstad Boekarest de Bulevardul Unirii (Boulevard van de Eenheid) aanleggen. Aan het eind van deze vista verrees het Casa Poporului (Huis van het Volk, parlementspaleis). Voor het totale project zijn tienduizenden Boekaresters gedeporteerd en werden een woonwijk, een stadion, kerken, kloosters en synagogen afgebroken. De kloosterkerk Mihai Vodă zou ook gesloopt worden, maar na protest van de kerkbestuurders ging de dictator akkoord met verplaatsing, als hij maar 'uit het zicht' was. Op rails werd de kerk een kleine driehonderd meter verplaatst, maar het bijbehorende klooster en unieke archeologische vindplaatsen werden vernietigd.

## Oprijlanen en parken
Veel oprijlanen naar kastelen en paleizen fungeren als zichtas, evenals lanen en waterpartijen in parken en tuinen. Het leiden van het oog was een uitgangspunt bij het ontwerp van tuinen in Italiaanse renaissancestijl, waaronder de Tuilerieën. Zichtassen zijn ook kenmerkend voor classicistische parken en Franse tuinen en parken uit de barok en neobarok.
Sterrenbossen zijn parken die hun naam ontlenen aan de zichtassen die elkaar in het midden snijden. Een daarvan is vaak gericht op een markant punt. Zo verwijst de benaming Torenlaan in de Tilburgse Oude Warande naar de toren van de Heikese kerk, die destijds op twee kilometer afstand te zien was vanuit het hart van het park. Een maar liefst negen kilometer lange zichtas liep over de Gezichtslaan in Bilthoven. In beide gevallen is de zichtas veel langer dan de laan. Zoals de meeste eeuwenoude zichtassen in dichtbevolkte gebieden zijn deze verloren gegaan door bebouwing en boomgroei.
Ook een waterpartij kan een zichtas vormen, bijvoorbeeld een grand canal, een langwerpige gracht of vijver als structurerend element in de parkarchitectuur.

## Architectuur

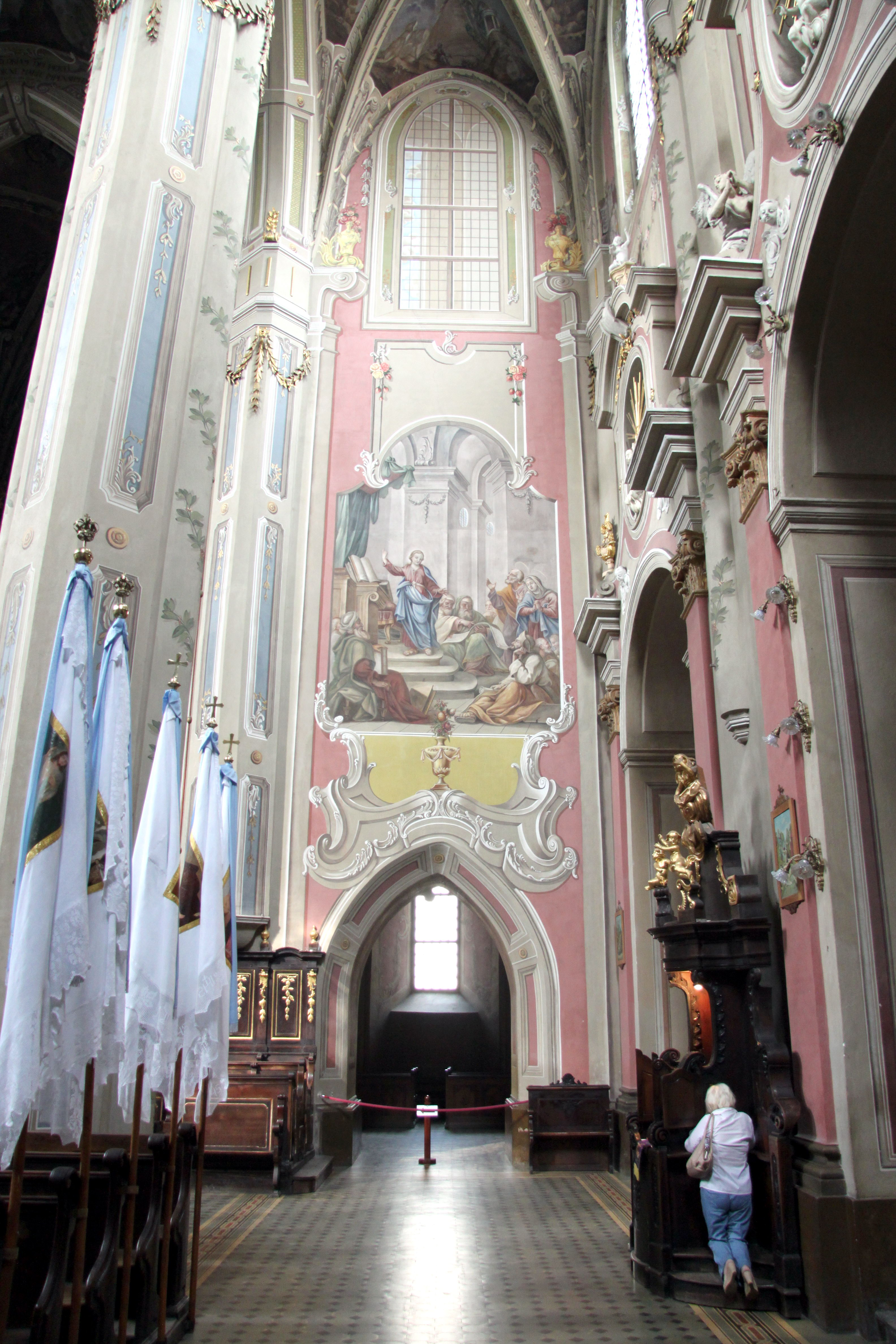
Gangpad en zichtas in de Maria Hemelvaartkathedraal in Lviv

In traditionele Rooms-Katholieke kerkgebouwen staat het altaar veelal in de hoofdas van de kerk, al wordt de aandacht er niet noodzakelijkerwijs op gericht. Iets vergelijkbaars geldt voor de kansel in protestantse kerken.
In de gotiek, met zijn sterke nadruk op het lijnperspectief, zijn zichtassen prominent, maar ook in andere bouwstijlen komen ze veel voor. In de Basilique Notre-Dame de la Paix in Yamoussoukro (Ivoorkust) loopt de zichtas van de toegangsweg door tot in de kerk. Het ontwerp van deze basiliek uit de jaren 1980 is gebaseerd op de Sint-Pietersbasiliek in Rome, die uitgevoerd is in late-renaissance en barokstijl.
In de twintigste eeuw ontstonden zichtassen in en om modernistische gebouwen met lange rechte lijnen. 

## Sterke arm

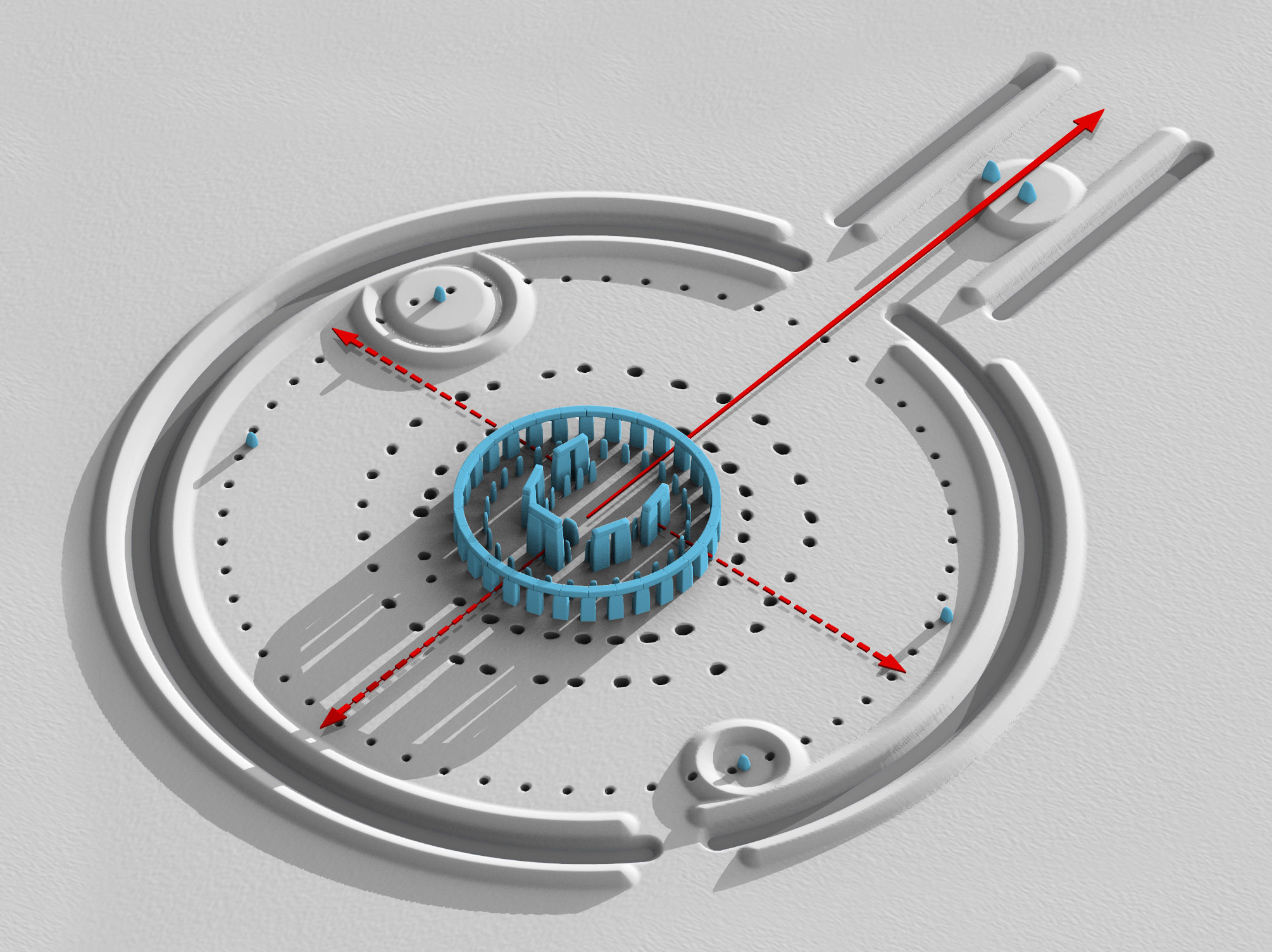
Sterk gestileerde weergave van Stonehenge. De lange pijl wijst naar het noorden

Behalve voor esthetiek konden zichtassen ook dienen als praalweg, voor machtsvertoon en voor militaire doeleinden en ordehandhaving. Toen het Spaanse gezag in 1633 de vestingwerken van Stevensweert ontwierp en bouwde, werd de hoofdwacht precies middenin een stervormig stratenpatroon geplaatst, zodat van daaruit de hele vesting te overzien was. Veel zichtassen zijn en waren bestraat, wat militair verkeer en machtsvertoon ten goede komt.

## Beschermwaardigheid

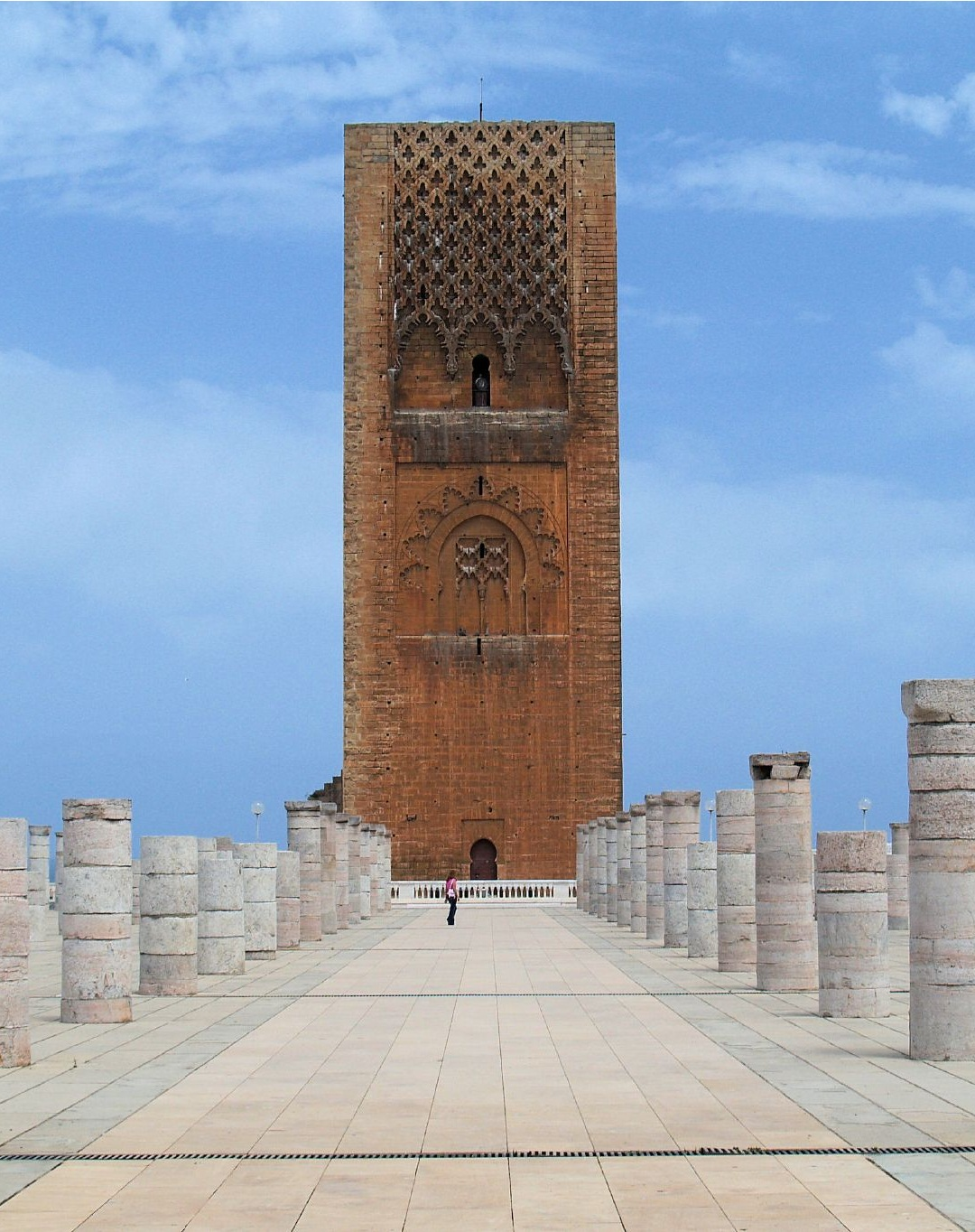
De Hassantoren in Rabat, de hoofdstad van Marokko

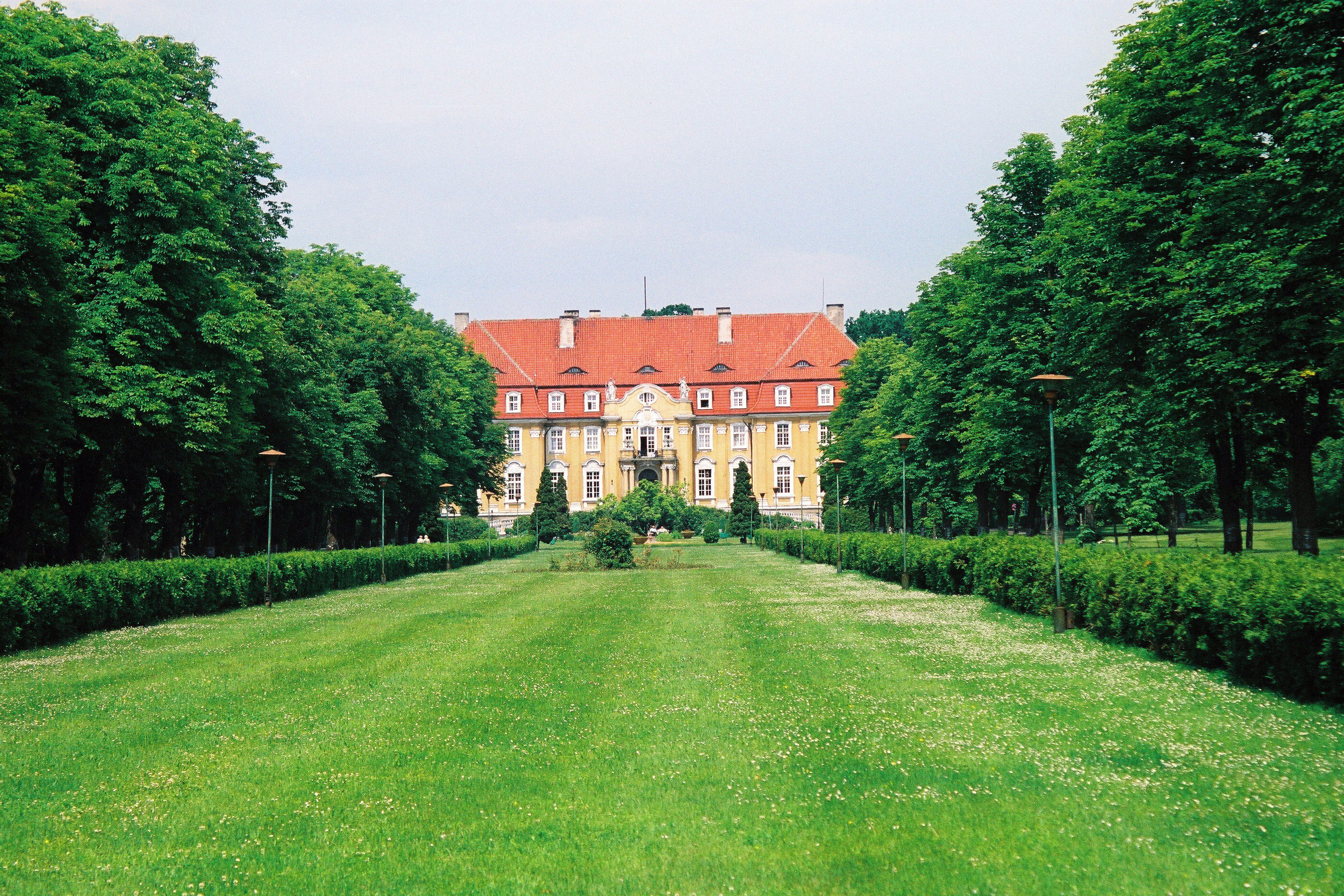
Zichtas op het neobarokke paleis van Kochcice in Silezië, uit 1909. Dit is de Franse tuin, op het zuiden. Aan de noordkant ligt een Engelse tuin.

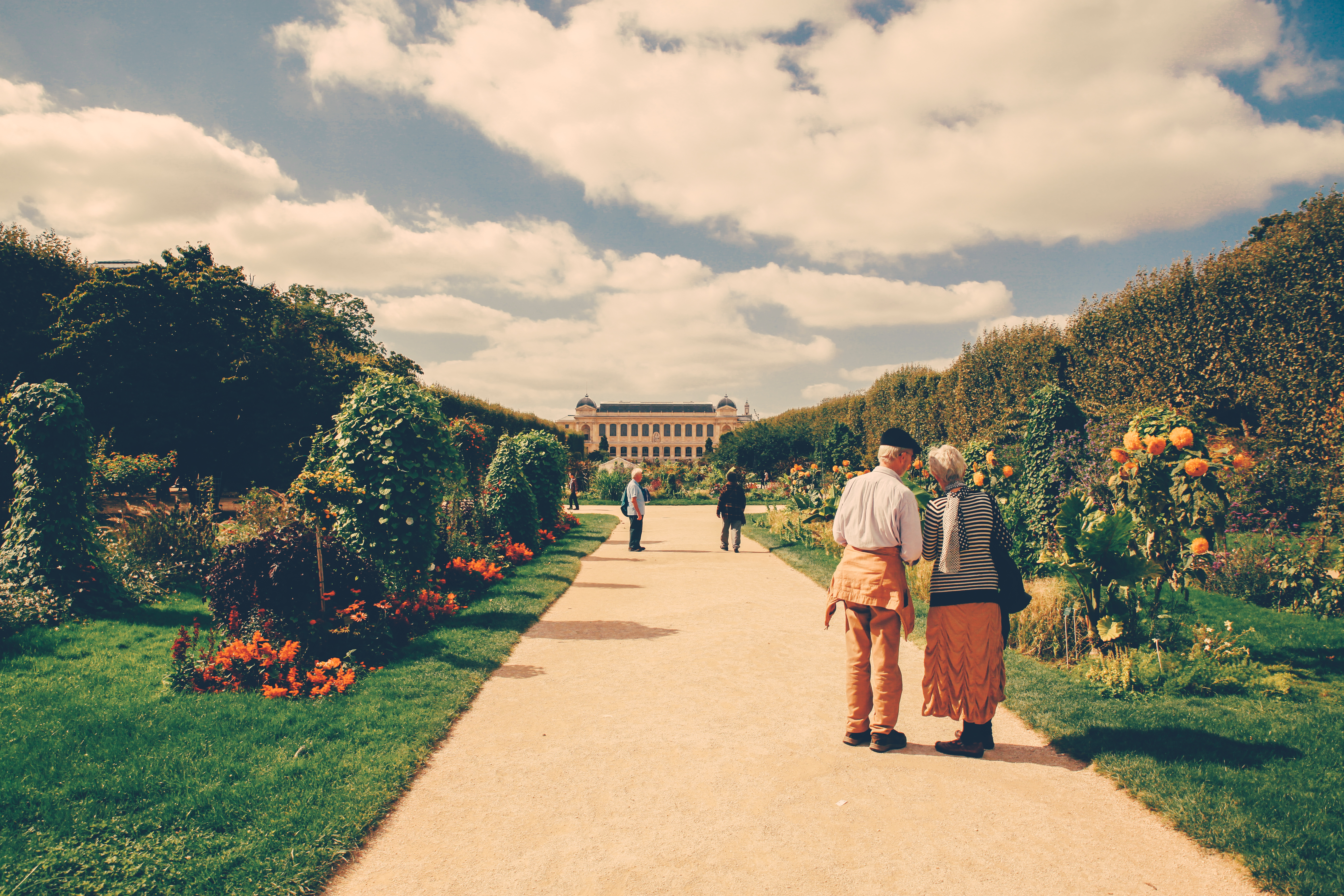
Jardin des plantes, in de verte de Grande galerie de l'évolution

Zichtassen kunnen beschermd worden als wezenlijk onderdeel van architectuur, stedenbouw of landschap. Enkele voorbeelden:
- Juridisch is vastgelegd, dat de zichtas intact moet blijven die in Berlijn van de rivier de Spree dwars door de Nederlandse ambassade naar de Fernsehturm loopt.[5]
- Bij Kasteel Eerde heeft de landschapsbeheerder, Vereniging Natuurmonumenten, vitale beuken en eiken gekapt om een 18e-eeuwse zichtas te herstellen, die doorloopt in het grand canal. Dit is onderdeel van een groter plan, dat herstel van het landgoed naar de toenmalige ontwerpprincipes beoogt. Behalve zichtassen behoren daartoe onder andere symmetrie, de gulden snede en een maatvoering in Rijnlandse roeden.[6][7]

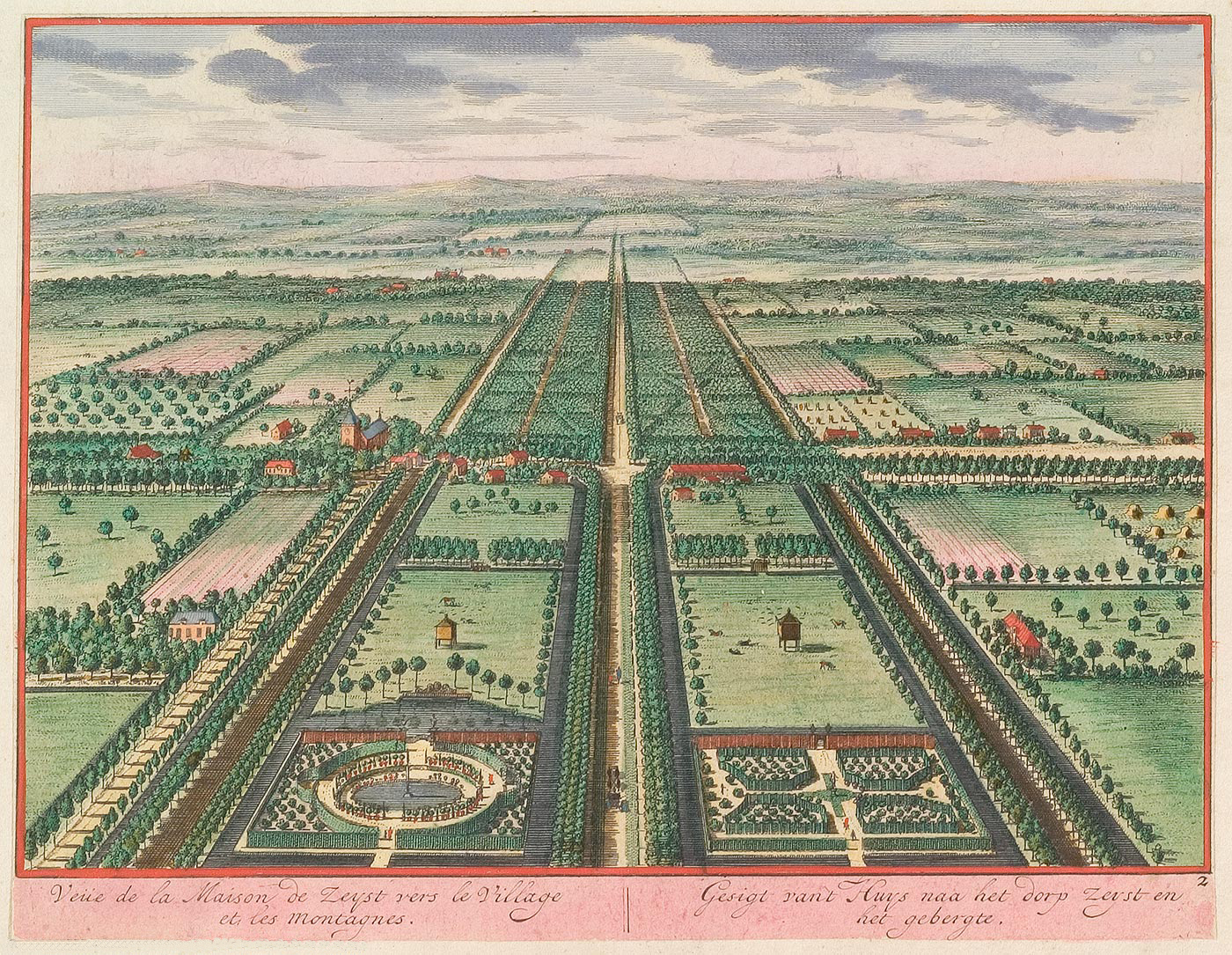
De symmetrie benadrukt de orde en het bovenaanzicht de uitgestrektheid. De rechtse zichtas wordt op deze gravure van Slot Zeist doorgetrokken naar de horizon, terwijl te zien is dat hij in werkelijkheid eerder ophoudt.
(Klik op de foto voor een vergroting)